# 제28회 미국 작가 조합상
제28회 미국 작가 조합상은 1975년 뛰어난 활동을 보인 영화 작가를 기리기 위해 1976년 3월에 열린 시상식이다. [서부]LA, 비벌리힐튼 호텔/[동부]뉴욕, 루즈벨트호텔에서 개최되었다.

## 수상 및 후보

### 각본상
- 뜨거운 오후 - 프랭크 피어슨 수상
- 바람둥이 미용사 - 로버트 타운 수상

### 각색상
- 선샤인 보이 - 닐 사이먼 수상
- 뻐꾸기 둥지 위로 날아간 새 - 로렌스 하우벤 수상

### 월계수상
- 마이클 윌슨 수상

### 발렌타인 데이비스 상
- 윈스턴 밀러 수상

### 모건 콕스 상
- 윌리엄 루드윅 수상